# Caracara cu creastă
Caracara cu creastă (Caracara plancus) este o pasăre de pradă din familia șoimilor, Falconidae. A fost anterior plasată în genul Polyborus înainte de a fi mutată în genul propriu, Caracara. Este originar și se găsește în sudul și sud-estul Statelor Unite, în Mexic (unde este prezent în fiecare stat) și în majoritatea continentală a Americii Latine, precum și în unele insule din Caraibe.

## Taxonomie
În 1777, ilustratorul englez John Frederick Miller⁠(d) a inclus o planșă colorată manual a caracarei cu creastă în lucrarea sa Icones animalium et plantarum. El a creat numele binomial Falco plancus și a precizat că localitatea tip este Țara de Foc. Epitetul specific plancus înseamnă în latină „vultur”. Caracara cu creastă este acum inclusă în genul Caracara (introdus în 1826 de naturalistul german Blasius Merrem⁠(d)).
Sunt recunoscute două specii:
- C. p. cheriway – Statele Unite,[6] Arizona, Florida, Louisiana, New Mexico, Texas),[7] Mexic (prezent în fiecare stat),[8] Belize, El Salvador, Guatemala, Honduras, Nicaragua, Costa Rica, Panama, Columbia, Venezuela, Ecuador, Guyana, Suriname, Guyana Franceză și nordul Roraima, Brazilia;[9] Insulele Caraibe Cuba, Aruba, Guanaja și Roatán (Honduras) și Trinidad; Insulele Marías din Pacific (Mexic) și Isla del Rey (Panama). [Păsări individuale au fost văzute până la nord de Dallas, Texas și Santa Cruz, California.[10]
- C. p. plancus – SE Peru, N Bolivia până în estul Braziliei, la sud de Țara de Foc și Insulele Falkland.

Subspecia C. p. cheriway a fost clasificată anterior ca specie separată.

## Descriere
Caracara cu creastă are o lungime totală de 50-65 cm și o anvergură de 120-132 cm. Greutatea sa este de 0,9-1,6 kg. Indivizii din partea sudică mai rece a arealului său sunt în medie mai mari decât cei din regiunile tropicale (așa cum prevede regula lui Bergmann) și reprezintă cel mai mare tip de caracară. De fapt, sunt a doua cea mai mare specie de șoim din lume după masa corporală medie, după Falco rusticolus.
Creasta, burta, coapsele, cea mai mare parte a aripilor și vârful cozii sunt de culoare brun închis, auricularele (penele care înconjoară urechea), gâtul și ceafă sunt de culoare alb-cenușie, iar pieptul, gâtul, mantaua, spatele, părțile superioare ale cozii, crissum (părțile de sub coadă care înconjoară cloaca) și partea bazală a cozii sunt de culoare alb-cenușie barată brun închis.
Picioarele sunt galbene, iar pielea feței goale și structura ceroasă de la baza ciocului sunt de un galben intens până la roșu-portocaliu. Culoarea feței se poate schimba în funcție de starea de spirit a păsării. Juvenilele seamănă cu adulții, dar au un penaj mai palid, cu dungi pe piept, gât și spate, picioare gri.

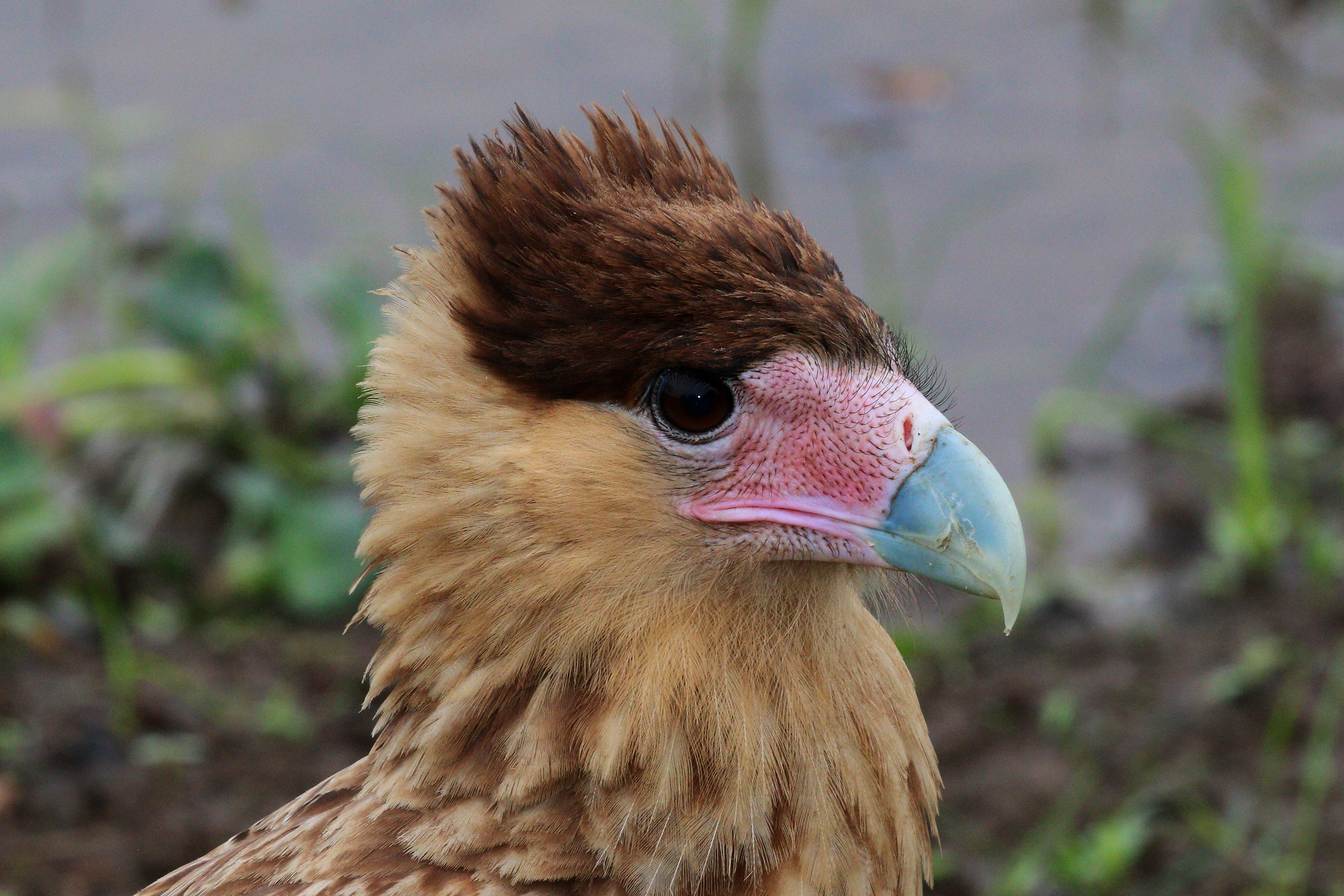
Juvenil
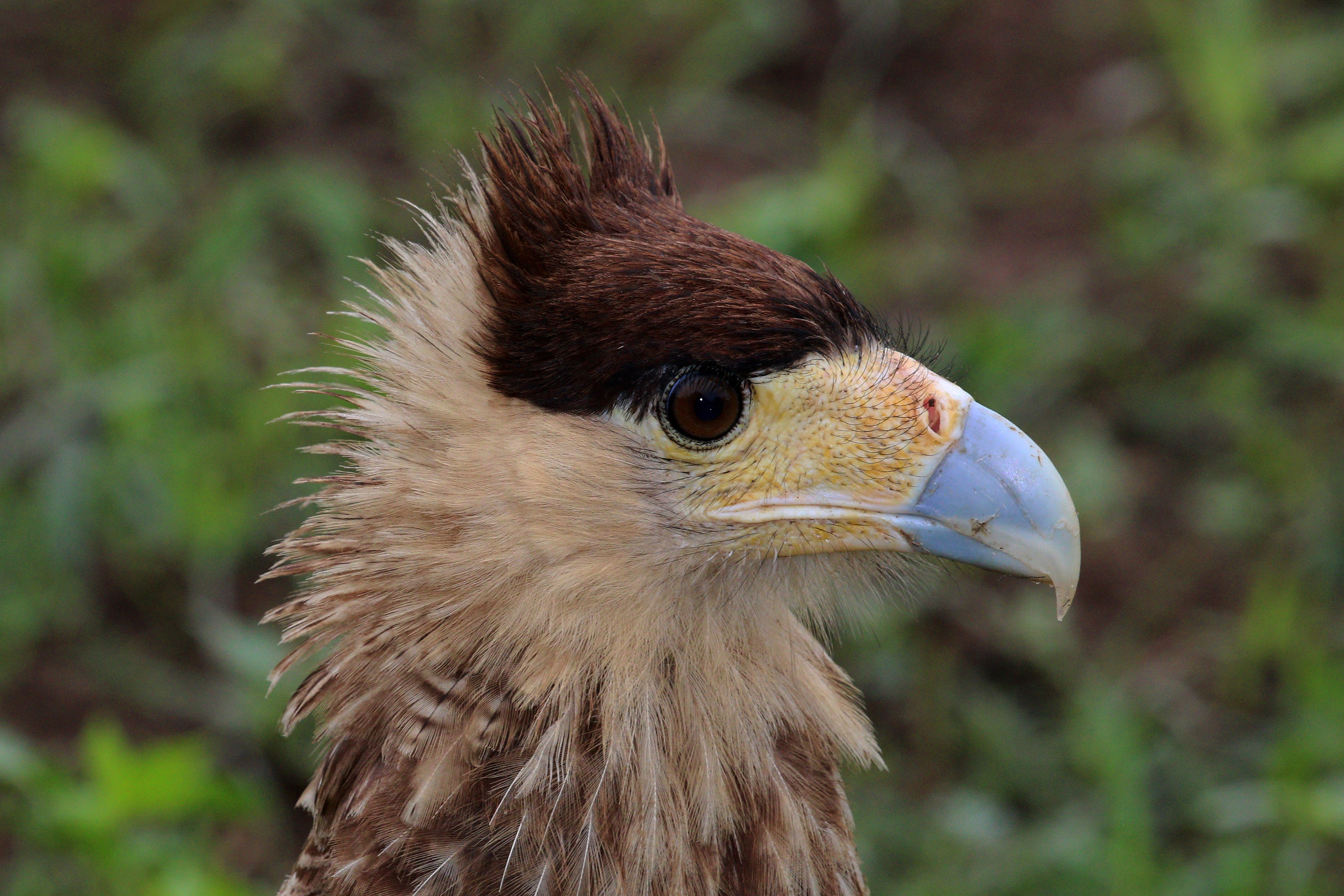
Tânăr
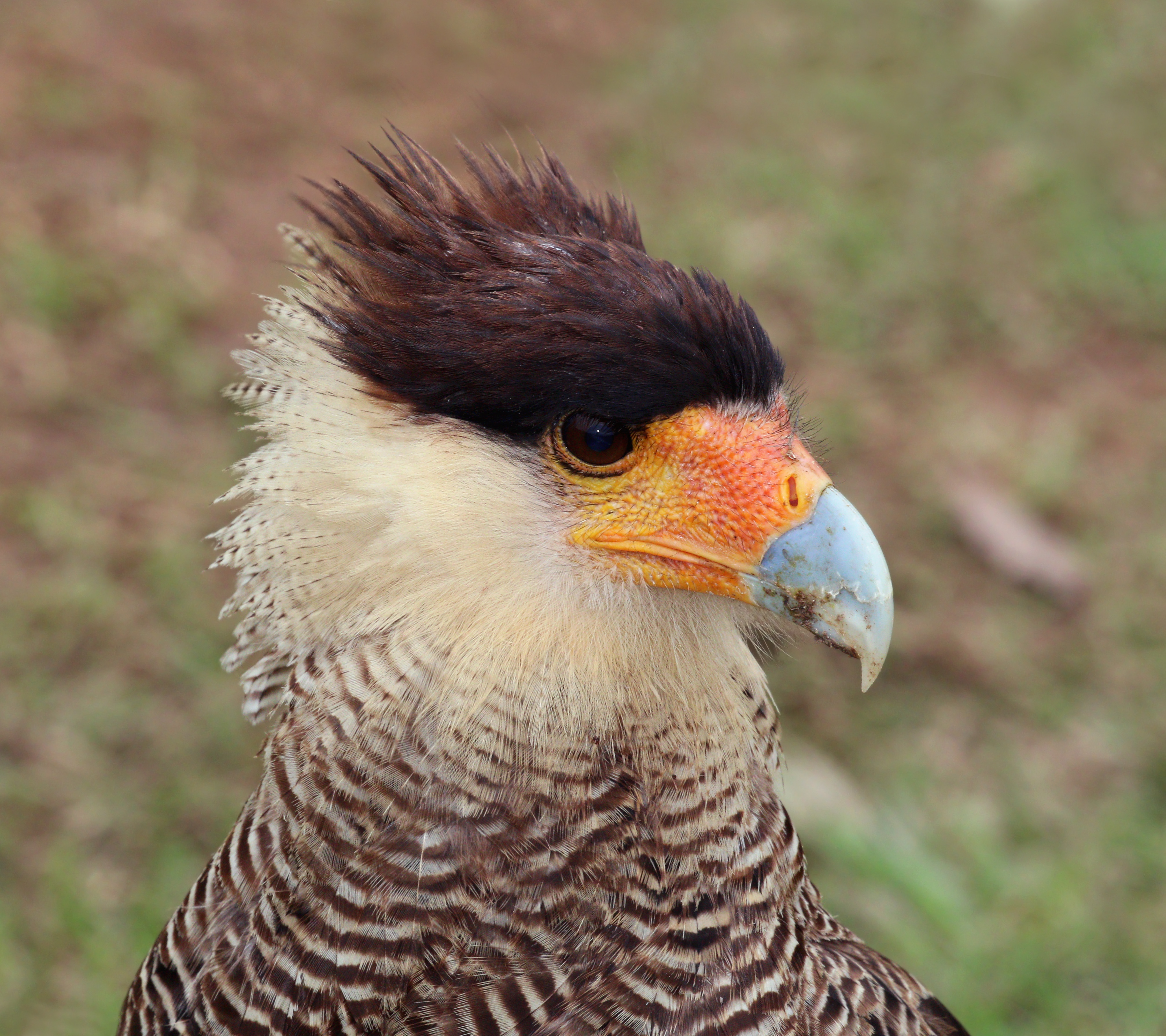
Adult